# Asilus morio
Asilus morio là một loài ruồi trong họ Asilidae. Asilus morio được Fabricius miêu tả năm 1794. Loài này phân bố ở vùng nhiệt đới châu Phi.